# Palazzo Sassi Fornari
Palazzo Sassi Fornari é um palácio renascentista localizado no número 48 da Via del Governo Vecchio, no rione Parione de Roma.

## História
Este palácio foi construído no século XV para a família Sassi, descendente dos Amateschi e extinta no século XVII. O portal ainda hoje está decorado com o brasão da família, no formato de uma cabeça de leão na parte superior e faixas na inferior; abaixo estão duas tábulas laterais com as inscrições "DOM" e "SAX". Em seguida, a propriedade passou aos Fornari e o edifício foi restaurado no século XIX. No átrio, uma lápide traz a seguinte inscrição: "RAPHAELI SANCTIO QUAE CLARUIT DILECTA HIC FERTUR INCOLUISSE" ("Diz-se que aqui viveu aquela que ficou famosa porque [era] querida por Rafael Sanzio"); naturalmente a população romana inferiu que ali habitou a "Fornarina" (que, com mais probabilidade viveu na Via di Santa Dorotea), mas, considerando o sucesso que Rafael fazia entre as mulheres, é mais provável que ali tenha vivido uma outra de suas muitas conquistas.